# Райхенбах-ан-дер-Фильс
Райхенбах-ан-дер-Фильс (нем. Reichenbach an der Fils) — община в Германии, в земле Баден-Вюртемберг.
Подчиняется административному округу Штутгарт. Входит в состав района Эслинген. Население составляет 8236 человек (на 31 декабря 2015 года). Занимает площадь 7,43 км².

## Города-побратимы
- Сент-Савин (Франция)